# Sozialdumping
Sozialdumping ist im Außenhandel der Kostenvorteil eines Exporteurs durch niedrigere Sozialstandards, der sich in niedrigeren Exportpreisen für Güter oder Dienstleistungen im Vergleich zu anderen Exporteuren zeigt, welche die Sozialstandards erfüllen.

## Allgemeines
Das Sozialdumping beruht auf vergleichsweise niedrigeren Lohnnebenkosten (insbesondere Sozialabgaben), die im Land des Exporteurs herrschen. Es ist deshalb ein Sonderfall des Lohndumping, das sich aus geringeren Arbeitskosten durch Niedriglohn in einem Niedriglohnland ergibt.
Sozialdumping ist die Unterschreitung internationaler Sozialstandards als Folge unterschiedlicher Entwicklungsstände verschiedener Staaten, die hierdurch auf dem Weltmarkt Wettbewerbsvorteile erzielen können.

## Sozialstandards
Sozialstandards sollen soziale Sicherheit für Arbeitnehmer schaffen oder aufrechterhalten. Die soziale Sicherung zeigt sich konkret in Arbeitslosenversicherung, Krankenversicherung, Rentenversicherung und Unfallversicherung, wenn sie mit einer Versicherungspflicht verbunden sind. Sie sichern Arbeitnehmer weitgehend vor den finanziellen Risiken aus Arbeitslosigkeit, Krankheit, Altersvorsorge und Arbeitsunfall. Zum Sozialstandard wird die soziale Sicherung erst recht, wenn die Arbeitgeber einen Teil der Versicherungsprämien übernehmen (Arbeitgeberbeitrag). 
Neben diesen monetären Sozialstandards gibt es auch qualitative wie humane Arbeitsbedingungen (Arbeitssicherheit, Arbeitsschutz, Arbeitsumgebung, Arbeitszeit, betrieblicher Gesundheitsschutz, Gleichstellung, Kündigungsschutz, Mehrarbeit, Sozialleistungen, Urlaub), Umweltbedingungen (Lärm-, Wetter- oder Klimabelästigungen) oder Verbot der Kinderarbeit und Schwarzarbeit. 
In Deutschland ergeben sich Sozialstandards aus dem Sozialstaatsprinzip des Art. 20 Abs. 1 Grundgesetz, das über den Unternehmerfreiheiten des Eigentums, der Kapitalverkehrsfreiheit und des Wettbewerbs steht. Sozialdumping ist deshalb mit dem Sozialstaatsprinzip unvereinbar.

## Wirtschaftliche Aspekte
Fehlen für Unternehmen die Sozialkosten oder sind sie sehr niedrig, so sind entsprechend die Arbeitskosten und damit die Selbstkosten als Grundlage für die Preiskalkulation niedriger. Hierdurch wird die Wettbewerbsfähigkeit in einem Exportstaat erhöht, der einen Kosten- und Wettbewerbsvorteil gegenüber anderen Staaten aufweist, welche die Sozialstandards einhalten. 
Verdecktes Sozialdumping liegt vor, wenn vorhandene Sozialstandards partiell außer Acht gelassen werden z. B. im Falle von Schwarzarbeit außerhalb der Arbeitszeit durch sozialversicherte Vollzeitbeschäftigte. Der günstige Endpreis kann nur deswegen angeboten werden, weil der Leistungserbringer die Kosten der sozialen Sicherung nicht auch auf die Schwarzarbeit umlegt. 
Sozialdumping ist – wie auch das Lohn-, Öko- und Valutadumping – kein Dumping im Sinne des Art. VII Abs. 1 GATT, weil es sich um echte Kostenvorteile handelt und nicht um eine räumliche Preisdifferenzierung.
Geringfügige Beschäftigung oder Arbeitsverhältnisse mit Mindestlohn tragen zur Kostensenkung beim Arbeitgeber bei den Lohnnebenkosten bei. Dem hierbei erhobenen Vorwurf des Sozialdumpings wird entgegengehalten, dass durch diese prekären Arbeitsverhältnisse zusätzliche Arbeitsplätze geschaffen werden und dass viele hierin Beschäftigten einen möglichst hohen Nettolohn erhalten wollen. Derartige Arbeitsverhältnisse befinden sich oft an der Grenze zum Sozialdumping.
In Österreich gibt es seit Mai 2011 ein „Lohn- und Sozialdumping-Bekämpfungsgesetz“. Es erfasst Arbeitsverhältnisse in der Privatwirtschaft und überprüft unter anderem anhand der Lohnunterlagen, ob die Arbeitnehmer entsprechend dem nach Gesetz, Verordnung oder Tarifvertrag zustehenden Mindestlohn unter Beachtung der jeweiligen Einstufungskriterien entlohnt wurden.
Es wird gelegentlich behauptet, hinter dem moralischen Anspruch und Forderungen nach Wirtschaftssanktionen wegen Sozialdumping verberge sich eine neue Form von Protektionismus. Weniger entwickelte Länder kämen durch verstärkten Außenhandel zu steigendem Wohlstand, was eine Ausweitung ihrer Sozialpolitik erlauben würde. Es gebe auch keinen Grund dafür, warum in allen Ländern die gleichen Standards gelten sollten.

## Abgrenzung
Lohndumping und Sozialdumping werden manchmal synonym verwendet, sie unterscheiden sich jedoch voneinander. Während vom Lohndumping alle Arbeitskosten erfasst werden, betrifft das Sozialdumping lediglich die Lohnnebenkosten.